# JR東海交通事業城北線
城北線（じょうほくせん）は、愛知県春日井市の勝川駅から愛知県清須市の枇杷島駅に至る、JR東海交通事業が運営している鉄道路線である。

## 概要
日本鉄道建設公団が「主要幹線及び大都市における鉄道」（CD線）として建設していた瀬戸線（瀬戸 - 枇杷島）のうち、一部（勝川 - 尾張星の宮 - 枇杷島）を完成させて開業した。全線が高架線で、軌道構造は60 kgレール（ロングレール）およびPCコンクリート枕木を採用している。勝川駅 - 小田井駅間では名古屋第二環状自動車道の高架の南側に沿って走る。2015年に武豊線が電化されてからは、ガイドウェイバス（ゆとりーとライン）等を除けば愛知県内で唯一の非電化旅客鉄道路線となっている。
味美駅付近で名鉄小牧線、小田井駅付近で名鉄犬山線および地下鉄鶴舞線とそれぞれ高々架（多重高架）で交差する。本路線の味美駅と小牧線の味美駅は同名ながら離れている上に連絡通路も設置されておらず、乗換駅ではない。小田井駅と上小田井駅（犬山線・鶴舞線）の間は徒歩で約10分を要する。勝川駅はJR駅と約500 m離れており、乗り換えは不便である。
沿線は住宅地が広がるものの、運転本数の少なさや運賃の高さ・他路線との接続の不便さから、2017年度（平成29年度）の輸送密度は約520人/日と、周辺路線と比較しても利用者数が極端に少ない状態が続いている。愛知県および沿線自治体（名古屋市・清須市・春日井市）による「城北線整備促進協議会」はJR東海および東海交通事業に対し、毎年にわたり城北線利用者の利便性・サービスの向上や、中央本線勝川駅への接続および、枇杷島駅から名古屋駅への直接乗り入れを要望している。しかし、これに対しJR東海および東海交通事業は「名古屋駅への乗り入れには、東海道線のダイヤ改正や名古屋駅の構内設備（電気設備など）の改良が必要だが、そのために多額の費用がかかる。現在の城北線の利用者数などを考えれば、乗り入れの実現性は極めて低い」と回答している。

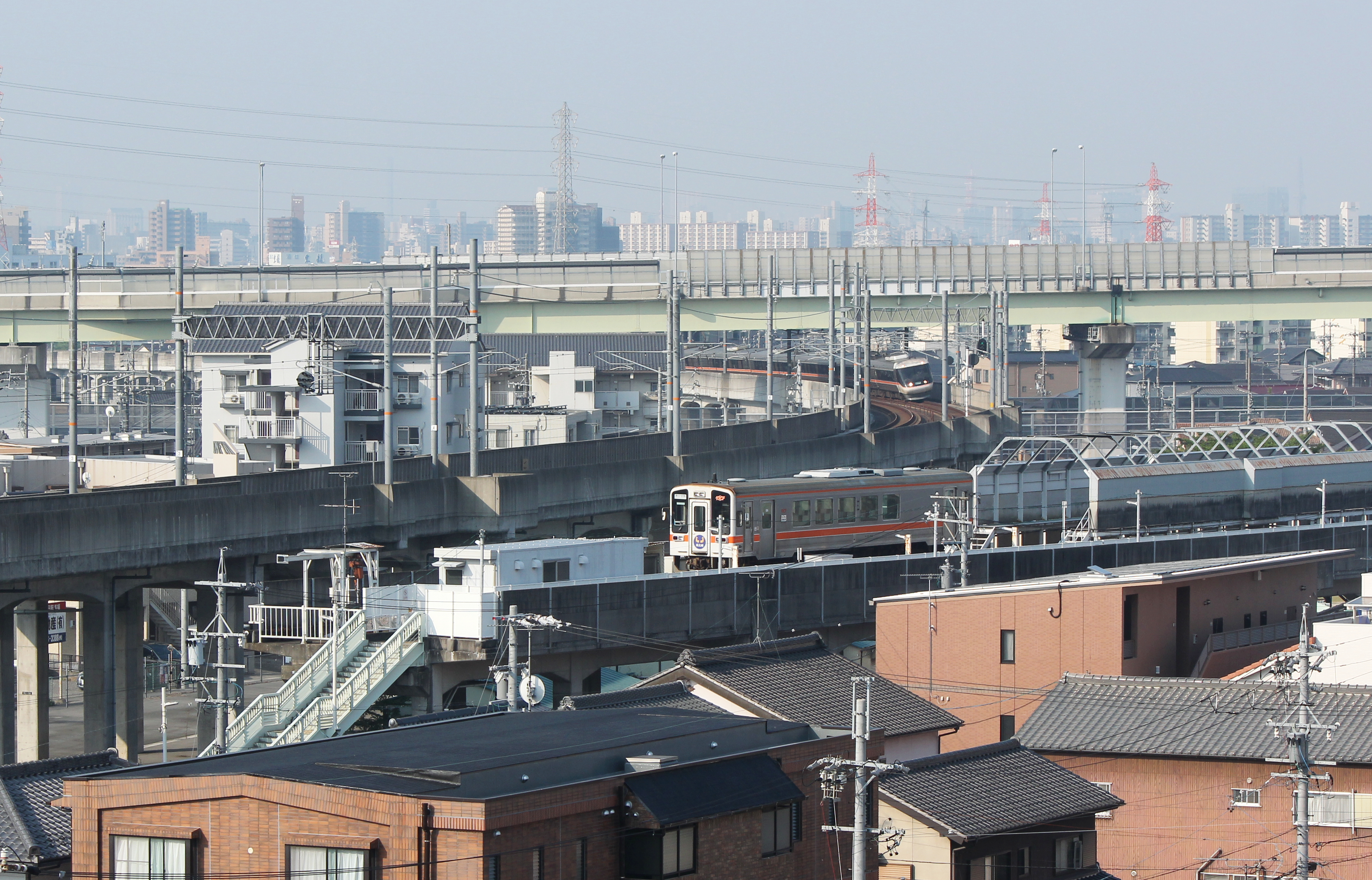
城北線の勝川駅
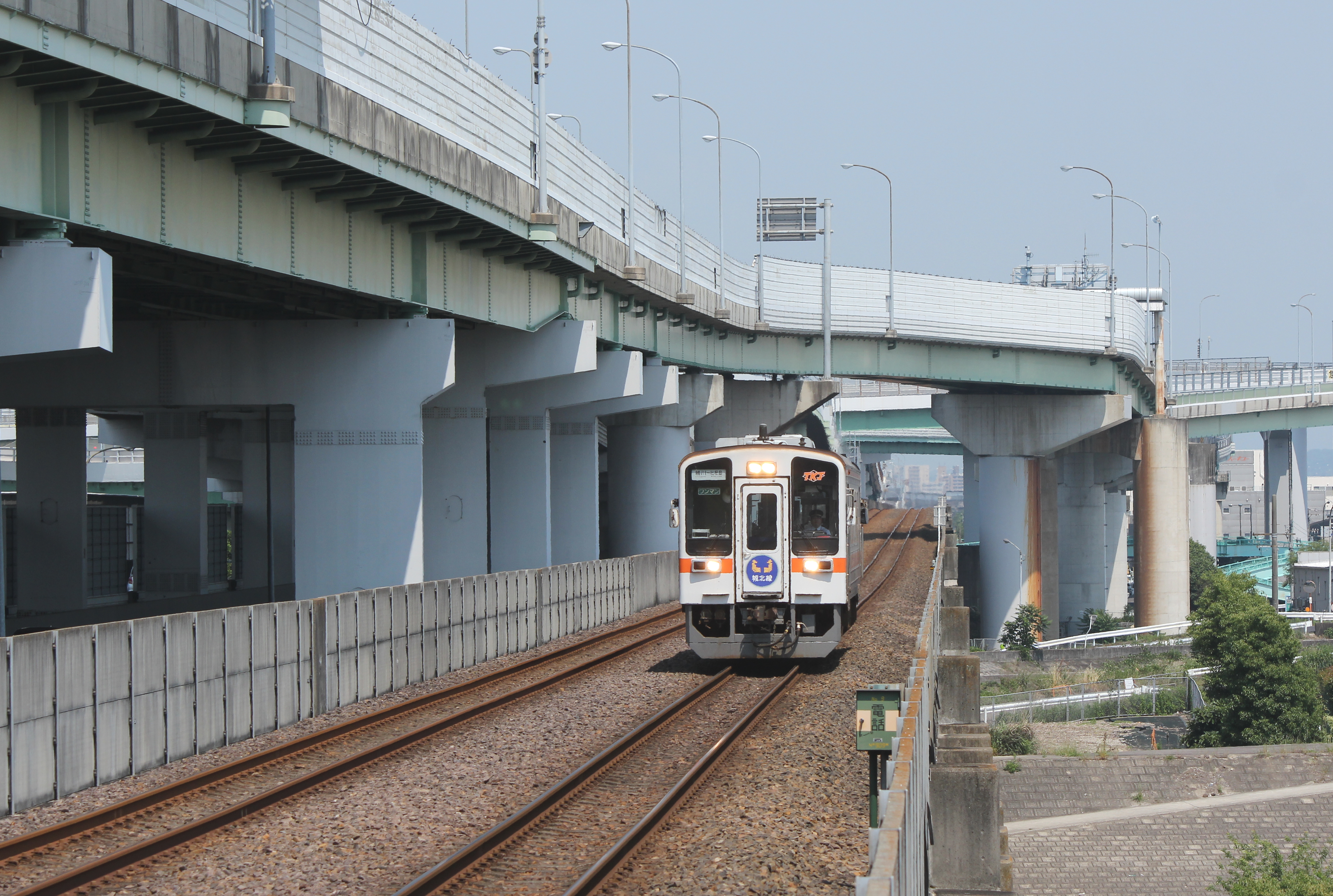
高架を走る城北線

### 路線データ
- 管轄（事業種別）
  - JR東海交通事業（第二種鉄道事業者）[5]
  - 東海旅客鉄道（第一種鉄道事業者）[5]：東海旅客鉄道は第一種鉄道事業者であるが、列車の運行を行っていない。
- 路線距離（営業キロ）：11.2 km[6]
- 軌間：1067 mm[7]
- 駅数：6駅（起終点駅含む）[7]
- 複線区間：全線（ただし、勝川駅構内と枇杷島駅構内に一部単線区間あり）[17][18]
- 電化区間：なし（全線非電化）[注 1][8]
- 閉塞方式：自動閉塞式[7]
- 保安装置：ATS-ST[7]
- 最高速度：95 km/h[9]

## 運行形態
正式な起点は勝川駅だが、列車運行上は枇杷島駅から勝川駅へ向かう列車が下り、逆方向が上りとなっている。
すべて線内折り返しの普通列車でワンマン運転を行っている。日中は1時間間隔、平日の朝夕は約15 - 20分間隔（土曜・休日は40分間隔）と大都市近郊の路線としては運転本数が少ない。お盆期間中のダイヤはJRと同じ扱いである。枇杷島駅 - 勝川駅の所要時間は16分である。
元日には「初日の出号」として途中初日の出がよく見えると予想される箇所で初日の出時刻前後に一時停車する臨時列車も運行される（1往復）。天候が悪く初日の出が期待できない場合でも運行している。これに乗車するとその年の干支の陶器製置物がプレゼントされる。また、この列車に限らず元日は一日中、ヘッドマークの上に日章旗が掲示される（ただし、2013年はヘッドマークのみ掲示された）。
2021年から2023年の元日には運行されなかった。
2010年 - 2016年の年始まで、年末年始の夕方以降には「城北線イルミ☆トレイン」として側面にイルミネーションを施した車両が定期運行されていた。使用していた車両のキハ11形200番台が運用を終了することから、2016年1月3日が最終運行となった。
このほかにも、利用促進策として、2012年から他の路線よりも上に立体交差する高架線の特性を活かし、交差する3路線（名鉄犬山線・地下鉄鶴舞線・名鉄小牧線）の車両を撮影する「とれいんWatchingトレイン」や、車内でコーヒーとサンドイッチで眺望を楽しむ「カフェトレイン」、車内をビアホール（夏季）・居酒屋（冬季）に見立てた「ビアトレイン」・「熱燗トレイン」の運行を実施している。
毎年6月に尾張西枇杷島まつり花火大会が開催される際には夜間に臨時列車が数往復増発される（祭り中止の際は運転されない）。

## 車両
キハ11形300番台が単行（1両編成）で使用される。開業時には、JR東海から借り入れたワンマン運転仕様のキハ40形が使用されたが、1993年に自社所有のキハ11形200番台が4両新製され、うち2両（キハ11-201・202）が城北線に投入された後も定期検査による車両不足等の際に、JR東海所有のキハ40形や美濃太田車両区に貸し出していたキハ11-203がステップを埋めた上で代走することがあった（キハ11-204も貸し出していたが、城北線の運用に就いたことはなかった）。キハ40およびキハ11形300番台にはトイレが設置されているが、城北線では汚水処理設備が無いなど地上側が対応していないため、使用できない。城北線用には2両しか車両が配置されておらず、利用者も少ないため増結は行われない。
2015年9月8日、東海交通事業（当時）はJR東海からキハ11形300番台2両を購入して、キハ11形200番台を翌年3月までにすべて置き換えることを発表した。1両目（キハ11-301）は2015年9月24日から運用を開始し、2両目（キハ11-302）は2016年3月22日から運用を開始した。
このうち、キハ11-302については側面の塗色を変更して2016年6月15日から運用を開始した。
2017年1月30日午後より、スギテツの杉浦哲郎（名古屋市出身）作曲による車内チャイムが使用されている。枇杷島駅および勝川駅発車直後に流れる。

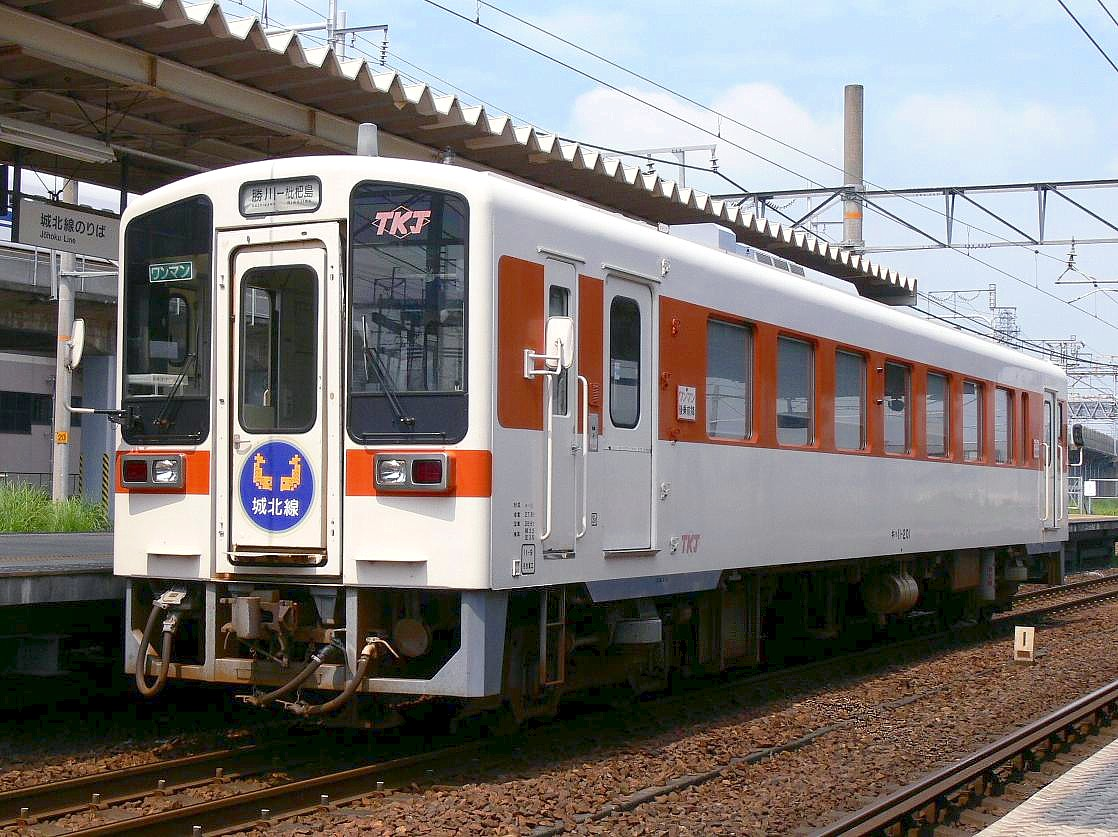
城北線で使用されていたキハ11形200番台（2006年 枇杷島駅）
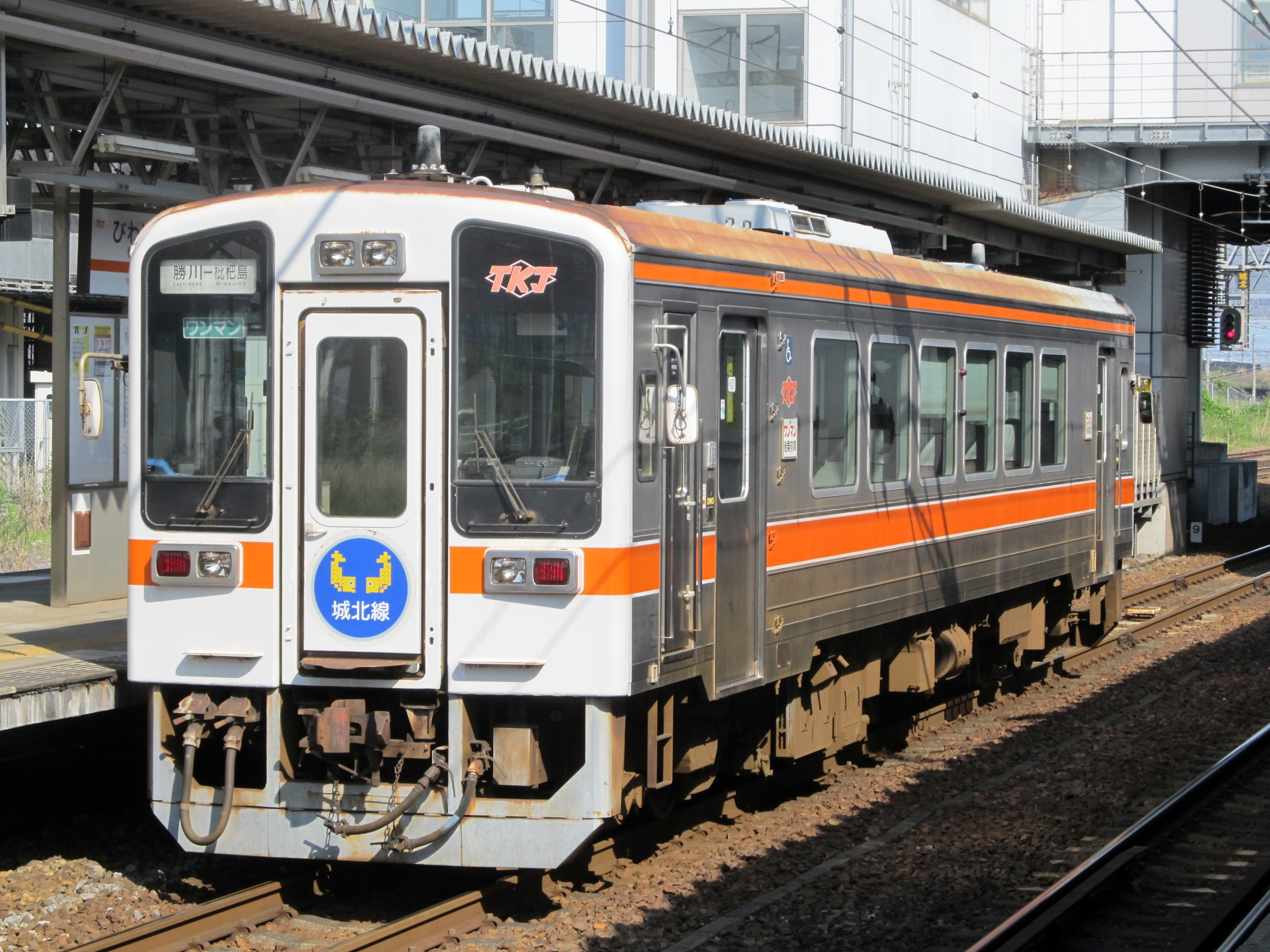
キハ11形300番台（2022年）

## 歴史
国鉄瀬戸線は改正鉄道敷設法に「愛知県瀬戸ヨリ稲沢ニ至ル鉄道」として挙げられ、東海道本線と中央本線を結ぶ貨物主体の路線として計画された。1962年の鉄道建設審議会で敷設予定鉄道路線となり、名古屋方面と直通できるよう枇杷島駅との分岐線が追加された。そして1976年（昭和51年）3月、日本鉄道建設公団（鉄道公団）名古屋支社が、後に城北線として開業した区間である勝川 - 枇杷島間を着工した。線路等級は「甲線」（全区間が複線・電化）で、1991年度（昭和66年度／平成3年度）の開業を予定していた。その他、中央本線高蔵寺 - 勝川間を複々線化して貨客分離する構想もあったため、同区間の用地買収も行われた。
しかし、瀬戸線は建設中に国鉄の財政悪化のあおりを受け、国鉄分割民営化に際して（後に城北線として開業した）勝川駅 - 枇杷島駅間だけが完成後にJR東海で経営されることとなった。当該区間は引き続き鉄道公団による建設が継続されたが、同区間の継承先がJR東海に決定した直後、JR東海が完成後に鉄道公団へ支払う返済金の問題が浮上した。当該区間の建設費は622億円・償還金額は1,400億円に達し、40年間の長期支払いとしても、年間返済額が約90億円に上る見込みとなったため、JR東海（三宅重光会長および須田寬社長）は1987年（昭和62年）7月に運輸省に対し、返済金の減免措置を要望した。しかし要望が聞き入れられなかったため、JR東海は鉄道公団に対し「返済金問題が解決しない限り、今後の工事協議には応じられない」と表明。同年度以降に予定していた主要工事（中央線勝川駅・東海道線枇杷島駅との接続工事や、駅建設など）は着工されないまま、工事は約89％（高架工事など）が完成した段階で中断された。
その後、沿線自治体（当時3市3町）と愛知県などは「瀬戸線建設促進期成同盟会」（会長：春日井市長・鈴木義男）を結成して工事再開を求めたが、JR東海側は「運輸省が借損料の減免を認めてくれない限りは工事を再開できない」という態度を続けていた。しかし、1989年（平成元年）3月期決算で、JR東海の経常利益はJRグループの首位に立つ好業績になり、JR東海は経営基盤への自信をつける格好になったことから、「いつまでも放置できない。沿線の要望に答える努力をしたい」として、妥協策を探る方針に転換した。建設再開の条件としていた借損料減免も見通しが厳しくなったことに加え、借損料の利子は1か月で2億円増えることから、JR東海は「これ以上放置できない」と判断し、1989年（平成元年）12月1日に工事施行認可を申請した。
申請・工事再開に際し、JR東海は当初の電化計画を断念して非電化にするなど、建設計画を見直した上で、100％出資の子会社（後の東海交通事業→JR東海交通事業）を城北線の運営主体（旅客輸送面の担当）とし、借損金（賃借料の返済）はJR東海が肩代わりする方式を取った。これは、子会社による運営にすればJR東海の運賃体系に縛られず、独自の運賃が設定できることに加え、関連事業などで旅客収支のマイナスを補うことができるなどの利点があるためである。また、徹底した省力化のため駅を無人駅としたり、短編成の気動車を朝夕のラッシュ時で1時間2本程度走らせるなどの策を取った。また、須田社長は1991年に記者会見で「（城北線は）全線開業時に枇杷島駅で東海道線と接続し、勝川駅付近の高架化に併せて勝川駅でも中央線と接続させる」という方針を示したが、相互乗り入れ、電化は「全く考えていない。それだけのメリットがない」と表明していた。
小田井 - 尾張星の宮間は、稲沢方面の線路と立体交差させる構造で高架橋を建設したため、稲沢方面への連絡線設置準備施設（名古屋高速6号清須線の清須料金所付近）がある。該当区間では尾張星の宮側で上下線が分岐し、勝川方面の線路（上り線）が上昇し、高々架となる。この分岐点予定地からは現在の城北線から稲沢方面の複線が分岐し、城北線の上り線（勝川方面）をくぐるような構造で設計されており、一部は用地買収も行われたが、稲沢方面への分岐線は1987年（昭和62年）3月に事業廃止されたため工事着工には至らず、取得した用地も住宅地として売却された。また、瀬戸線の中央本線並行区間（高蔵寺 - 勝川間）は建設を凍結された。中央本線に並行する形で買収されていた瀬戸線の用地（複々線化用の用地）は国鉄分割民営化により、日本国有鉄道清算事業団の所有となり、その後売却されている。
2013年度（平成25年度）時点で、JR東海は鉄道公団の後継である鉄道建設・運輸施設整備支援機構（JRTT）に対し、国土交通大臣の認可を受けた賃借料（借損料）を借受から2032年度（令和14年度）まで、年2回支払う必要があり、その額は開業年度時点で約80億円余、2013年度（平成25年度）時点で約42億1,700万円、2019年度（令和元年度）で約41億800万円に及ぶ。また投資を行えば、その管理費も借損料に含まれる。

### 年表
- 1989年（平成元年）12月1日 - JR東海が瀬戸線の勝川駅 - 枇杷島駅間（11.7 km）の工事施行認可を運輸大臣に申請[41]。
- 1990年（平成2年）8月23日 - 同日までに、JR東海は勝川駅 - 枇杷島駅間（11.7 km）の運営主体を同社100%出資の子会社（後の東海交通事業→JR東海交通事業）とする方針を決定[35]。
- 1991年（平成3年）12月1日 - 城北線として勝川駅 - 尾張星の宮駅間が開業[1][2]。
- 1993年（平成5年）3月18日 - 尾張星の宮駅 - 枇杷島駅間が開業[1][3]。
- 2009年（平成21年） - 中央線勝川駅が改良され、将来的な城北線の乗り入れに備えた空間が設置（後節も参照）。
- 2032年 - 鉄道公団（現・鉄道建設運輸整備支援機構）への賃借料(借損料)の支払契約が終了予定。

## 城北線の中央線勝川駅乗り入れ
城北線の勝川駅は仮駅営業となっており、中央線の同駅とは500 mほど離れている（乗り換えの所要時間は徒歩で約10分）。2009年には連続立体交差事業により、中央線勝川駅の高架化が行われたが、この時は中央線の駅の地上時代の設備をそのまま高架化するための予算しか組まれていなかったため、城北線の乗り入れは実現しなかった。しかし、完成した高架ホームは城北線の乗り入れを想定した2面4線対応で（中2線には線路未敷設）、城北線が中央線の上り線の下を通り接続するよう準備工事がなされた。

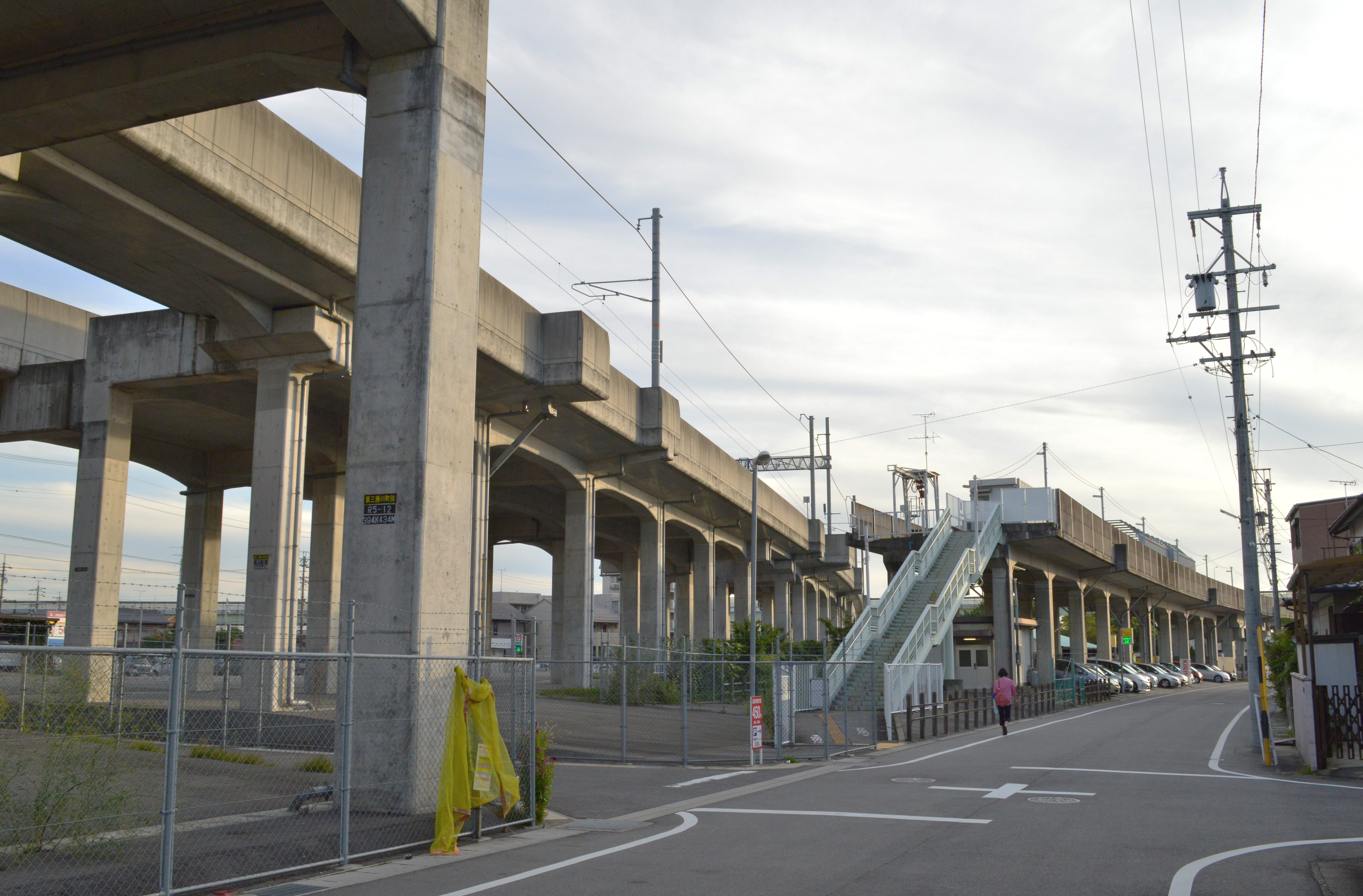
城北線勝川駅（右）と 中央本線（左）
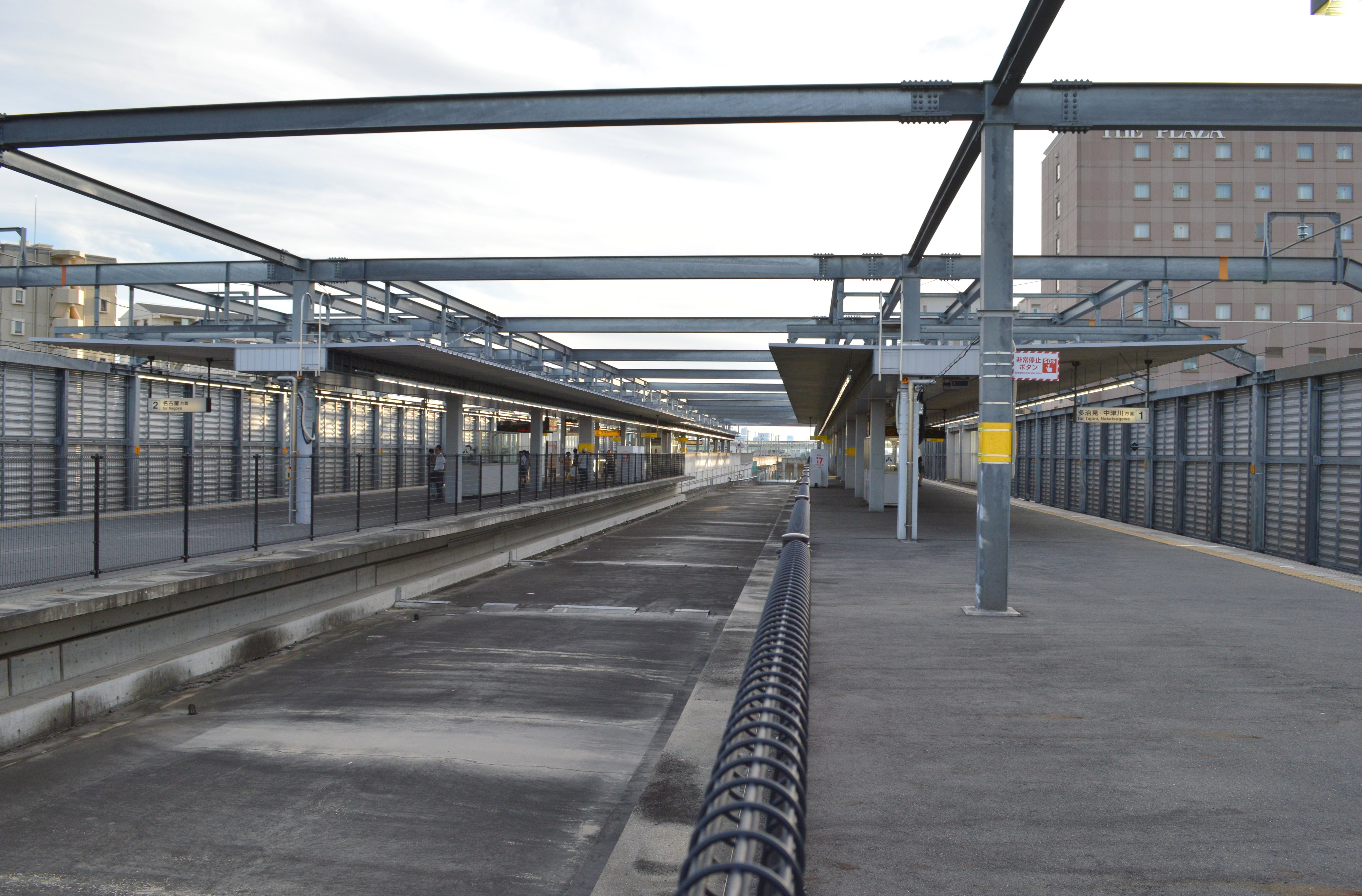
中央本線勝川駅構内。ホーム間には城北線乗り入れに備えたスペースがある。
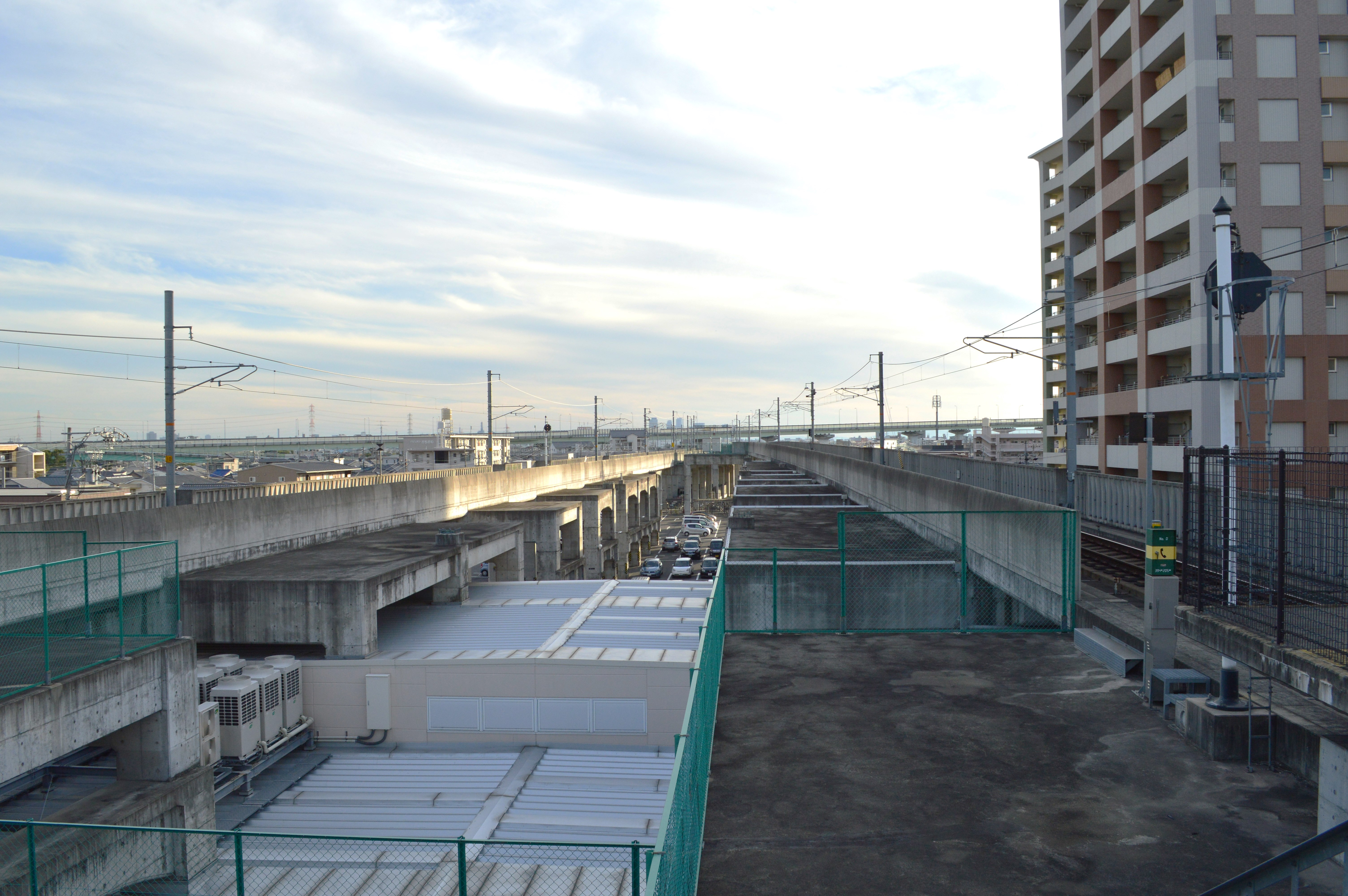
中央本線勝川駅構内南方。城北線乗り入れに備えたスペース。

## 駅一覧
- 全駅愛知県に所在。
- 線路 … ∧：ここから下は複線（駅構内列車交換不可）、||：複線、X：終点（駅構内単線、列車交換可能）

| 駅名         | 営業キロ | 営業キロ | 接続路線                           | 線路 | 所在地        |
| 駅名         | 駅間     | 累計     | 接続路線                           | 線路 | 所在地        |
| ------------ | -------- | -------- | ---------------------------------- | ---- | ------------- |
|              |          |          |                                    |      |               |
| 勝川駅       | -        | 0.0      | 東海旅客鉄道：CF 中央本線 (CF06)   | ∧    | 春日井市      |
| 味美駅       | 1.8      | 1.8      |                                    | \|\| | 春日井市      |
| 比良駅       | 2.7      | 4.5      |                                    | \|\| | 名古屋市 西区 |
| 小田井駅     | 2.2      | 6.7      |                                    | \|\| | 名古屋市 西区 |
| 尾張星の宮駅 | 2.6      | 9.3      |                                    | \|\| | 清須市        |
| 枇杷島駅     | 1.9      | 11.2     | 東海旅客鉄道：CA 東海道本線 (CA69) | X    | 清須市        |

- 味美駅 - 比良駅間で名古屋市北区を通るが、同区間内に駅は存在しない。
- 全駅無人駅である。枇杷島駅はJR東海からの業務委託扱いで東海交通事業の職員が駅業務を行っていたが、2024年2月1日にお客様サポートサービス導入に伴い無人化した。
- 有人駅が存在しない代わりに、小田井駅近くに所在する本社の鉄道部で定期乗車券・回数券（枇杷島駅発着のものは除く）[53][54]・記念乗車券のみの発売を行っている。
- 枇杷島駅の城北線のホームは東海道本線の貨物専用の別線である稲沢線（稲沢貨物線）上に設けられている[17]。
- ホームにある駅名標は親会社のJR東海と同様の形式を取っているが、オレンジのラインが2本線（〓）になっている[55]。
- TKJの公式サイトでは起終点駅（勝川駅・枇杷島駅）と小田井駅（⇔上小田井駅）を乗換駅として案内しているが[7]、名鉄・地下鉄とも上小田井駅については城北線への乗り換え案内は行っていない。

## 利用状況
2019年度の混雑率は32％となっており、ピーク時1時間（午前7時40分 - 8時40分）の輸送人員107人は、キハ11形300番台1両×3本の座席数（138席）に満たない状況となっている。
| 年度 | 旅客輸送人員（千人） | 輸送密度（人/日） | 鉄道業営業収入（千円） | 鉄道業営業費（千円） |
| ---- | -------------------- | ----------------- | ---------------------- | -------------------- |
| 1991 | 42                   | 204               | 11,858                 | 92,275               |
| 1992 | 125                  | 184               | 40,588                 | 233,420              |
| 1993 | 356                  | 434               | 107,743                | 243,300              |
| 1994 | 374                  | 460               | 116,977                | 238,825              |
| 1995 | 391                  | 471               | 154,453                | 266,643              |
| 1996 | 388                  | 464               | 166,454                | 282,650              |
| 1997 | 368                  | 453               | 164,033                | 283,630              |
| 1998 | 375                  | 460               | 177,105                | 291,310              |
| 1999 | 358                  | 444               | 180,975                | 330,035              |
| 2000 | 353                  | 454               | 187,131                | 336,083              |
| 2001 | 357                  | 468               | 197,730                | 359,074              |
| 2002 | 343                  | 435               | 204,467                | 340,762              |
| 2003 | 318                  | 399               | 193,458                | 401,309              |
| 2004 | 303                  | 382               | 200,407                | 358,200              |
| 2005 |                      |                   |                        |                      |
| 2006 |                      |                   |                        |                      |
| 2007 |                      |                   |                        |                      |
| 2008 |                      |                   |                        |                      |
| 2009 |                      |                   |                        |                      |
| 2010 |                      | 490               |                        |                      |
| 2011 |                      | 472               |                        |                      |
| 2012 | 367                  | 481               | 80,835                 | 263,119              |
| 2013 | 358                  | 461               | 83,182                 | 286,870              |
| 2014 | 359                  | 469               | 86,475                 | 274,859              |
| 2015 | 383                  | 480               | 89,999                 | 252,308              |
| 2016 | 408                  | 523               | 93,739                 | 268,829              |
| 2017 | 411                  | 520               | 94,306                 | 242,343              |
| 2018 | 436                  | 550               | 99,898                 | 302,610              |
| 2019 | 440                  | 540               | 100,601                | 293,708              |
| 2020 | 384                  | 483               | 83,319                 | 295,448              |

- 民鉄主要統計『年鑑日本の鉄道』鉄道ジャーナル社、1994年-2007年
- 鉄道統計年報
- 国土交通省中部運輸局『数字で見る中部の運輸』[61][63]